# Поду-Корбенчій
Поду-Корбенчій (рум. Podu Corbencii) — село у повіті Димбовіца в Румунії. Входить до складу комуни Корбій-Марі.
Село розташоване на відстані 47 км на захід від Бухареста, 41 км на південь від Тирговіште, 138 км на схід від Крайови, 122 км на південь від Брашова.

## Населення
За даними перепису населення 2002 року у селі проживали 146 осіб, з них 144 особи (98,6%) румунів. Рідною мовою 144 особи (98,6%) назвали румунську.